# Chlamydia trachomatis
Chlamydia trachomatis és un bacteri paràsit intracel·lular estricte dels humans i una de tres espècies del gènere Chlamydia.
C. trachomatis és Gram-negatiu, no té motilitat i la seva estructura morfològica consta d'una membrana amb glicoproteïnes de superfície, un nucli que conté l'ADN i l'ARN, i una matriu protoplàsmica. La seva mida oscil·la entre els 300 i els 350 nanòmetres.
Fou identificat el 1907 per l'alemany von Prowazek i l'austríac Halberstädter, mentre estudiaven el tracoma. C. trachomatis va ser el primer agent clamidial infecciós descobert en humans. El genoma del bacteri té una longitud de 1.042.519 parells de bases, amb 894 seqüències codificadores de proteïnes. Es creu que va evolucionar a partir d'un microorganisme clamidial no patogen existent en el medi biològic de fa uns 700 milions d'anys i que per envair, viure i reproduir-se a l'interior de les cèl·lules dels mamífers adoptà una estratègia dinàmica de reducció radical del seu genoma.
Té un cicle biològic de 24-48 h de durada, considerat únic entre els membres del seu regne per les seves singulars característiques, ja que alterna dues formes amb trets funcionals i morfològics diferents: el cos elemental extracel·lular infecciós i el cos reticulat intracel·lular no infecciós.
C. trachomatis inclou tres biovars en humans responsables de diferents patologies específiques: tracoma (serovars A, B, Ba o C), uretritis (serovars D-K) i limfogranuloma veneri (LGV, serovars L1, L2 i L3). Moltes, però no totes, les soques de C. trachomatis tenen un plasmidi extracromosòmic, sent considerables les variacions, tant de naturalesa com d'extensió, dels plasmidis presents en elles.
Per a finalitzar el seu cicle vital bifàsic, aquest patogen necessita secretar més de 70 proteïnes diferents, les quals exerceixen les seves funcions al citoplasma i al nucli de la cèl·lula hoste, a la membrana d'inclusió i al medi extracel·lular. Són proteïnes amb capacitat d'alterar el citoesquelet d'actina, la capacitat de moure's independentment, el transport vesicular i no vesicular, el metabolisme i la senyalització immunològica de les cèl·lules que infecten. Sumàriament, el bacteri evita la resposta immunitària gràcies a dos mecanismes principals: la producció de múltiples proteases, en particular de la CPAF, i la inhibició de l'apoptosi dels elements cel·lulars infectats.

## Identificació
L'observació dels cossos d'inclusió típics a l'interior de cèl·lules epitelials humanes és característica de la infecció per Chlamydia. Tanmateix, diferenciar l'espècie C. trachomatis d'altres espècies de clamídia només es pot fer usant proves basades en l'ADN.
Microscòpicament, la forma clàssica d'apreciar dits cossos d'inclusió intracitoplasmàtics ha estat la tinció d'iodina (lugol) o tincions immunohistoquímiques de fluorescència aplicades a cultius cel·lulars monocapa especials, fets -per exemple- amb fibroblasts de ratolí (cèl·lules de McCoy) o cèl·lules d'ovari de hàmster (cèl·lules BHK-21). La tinció amb iodina és problemàtica, ja que el glicogen no està present a totes les fases evolutives de C. trachomatis i algunes cèl·lules normals del cèrvix tenen un alt contingut glicídic i originen falsos positius. La diagnosi de les clamídies en frotis conjuntivals emprant les tincions de Giemsa o Lendrum té sensibilitat i especificitat baixes i el seu valor pràctic és escàs.
La majoria de soques de C. trachomatis són reconegudes mitjançant anticossos monoclonals (en anglès monoclonal antibodies o mAbs) que identifiquen determinats epítops. a la regió VS4 de la seva proteïna de membrana externa principal (Major Outer Membrane Protein o MOMP). Tanmateix, aquests mAbs poden també reaccionar de forma creuada amb dues altres espècies del gènere Chlamydia: C. suis (un paràsit propi del bestiar porcí, però que infecta ocasionalment als humans) i C. muridarum (microorganisme que causa principalment infeccions en múrids i que sovint s'utilitza per estudiar els mecanismes patogenètics de les clamídies), un problema que pot evitar-se emprant tècniques de transferència de proteïnes o d'ELISA amb els antígens oportuns.
S'ha desenvolupat un nou microarray multiantigènic basat en pèptids sintètics que fa possible la detecció individual i simultània de diferents espècies de Chlamydia en una única mostra de sèrum humà o animal. Aquest tipus de prova es una plataforma versàtil que pot ser ampliada en funció dels futurs avenços en el coneixement proteòmic de més membres del fílum Chlamydiae.

## Importància clínica
C. trachomatis és un patogen intracel·lular estricte (és a dir, només es multiplica dins de cèl·lules humanes) i pot generar estats de malaltia molt diversos tant en homes com en dones, des de totalment asimptomàtics a sèpsies greus. Ambdós sexes poden mostrar uretritis, proctitis (inflamació rectal que sagna amb molta freqüència), tracoma i infertilitat. El bacteri pot provocar prostatitis i epididimitis en homes. En dones les complicacions més freqüents són la cervicitis (inflamació del cèrvix, de vegades amb exsudació mucopurulenta), la malaltia inflamatòria pelviana, l'embaràs ectòpic i dolor pelvià agut o crònic. Un alt nombre de dones infèrtils com a conseqüència d'oclusió tubàrica té positivitat serològica al paràsit, malgrat no haver presentat prèviament simptomatologia rellevant la majoria d'elles. C. trachomatis pot originar una síndrome de Fitz-Hugh-Curtis (una perihepatitis aguda amb bandes fibrinoses adherents a l'espai subfrènic que causa febre i intensos dolors a l'hipocondri dret, acompanyada sovint de signes de salpingitis -infecció de les trompes de Fal·lopi-). Es considera una de les causes de corioamnionitis, part preterme, avortament espontani, ruptura prematura de membranes i naixement de nens de baix pes. Rares vegades, la infecció per C. trachomatis debuta amb una peritonitis granulomatosa acompanyada d'ascites.
C. trachomatis és també un important patogen neonatal i pot produir infeccions de l'ull (tracoma), pneumònia, rinitis o septicèmia en el nadó. Un nen nascut d'una mare amb cervicitis per clamídia té unes probabilitats d'entre el 50 i el 75% d'adquirir el bacteri a la nasofaringe, la vagina, el recte o la conjuntiva. La transmissió vertical amb integritat de les membranes amniocoriòniques és un fet possible. Dels nounats amb exposició provada al patogen, el 30%-50% desenvolupa una conjuntivitis, la qual acostuma a ser bilateral i manifestar-se uns dies després del naixement amb edema palpebral, secreció ocular muco-purulenta i conjuntiva eritematosa. A l'Estat Espanyol, es calcula que un mínim de 1/1000 nounats s'infecta per C. trachomatis durant el part, malgrat l'aplicació sistemàtica de mesures de profilaxi ocular neonatal. Un cribratge gestacional de la presència del paràsit fet a les dones amb majors factors de risc podria disminuir aquesta xifra.
En dones asimptomàtiques, s'ha observat una associació estadísticament significativa entre la infecció per C. trachomatis i l'existència de neoplàsia intraepitelial cervical (presència de cèl·lules anormals en la superfície del coll uterí que pot evolucionar cap a un càncer de cèrvix).
Un petit percentatge (1-3%) d'infeccions per C. trachomatis adquirides per via sexual, desencadena una artritis reactiva, freqüentment en homes joves. La incidència real es difícil de determinar, ja que moltes infeccions són asimptomàtiques, i es desconeix si dita artritis deriva d'una infecció genitourinària única i persistent amb una càrrega patogènica baixa o de més d'una. Es creu que un alt nombre d'espondiloartritis indiferenciades cròniques podria estar relacionat amb infeccions prèvies per clamídies.
El tracoma causat per aquest bacteri és endèmic a més de 40 països d'Àfrica, Àsia, Amèrica Central i del Sud, Oceania i l'Orient Mitjà; encara que la major prevalença es dona a les zones de sabana d'Àfrica central i Oriental i del Sahel, on infecta sobretot a nens de menys de 10 anys.

## Bioseguretat
En un ambient humit, C. trachomatis es manté viu sobre superfícies durant 2 o 3 hores i de 1 a 7 dies en restes orgàniques. Suporta 30 minuts l'aigua escalfada a 50 °C. És sensible a les solucions d'hipoclorit sòdic al 1%, d'etanol al 70%, de glutaraldehid al 0,5% i a les formòliques. El bacteri es destrueix amb calor humit de 121 °C durant almenys 15 minuts i amb calor sec de 160 °C-170 °C durant almenys una hora. En l'àmbit sanitari cal adoptar les precaucions estàndard per malalties infeccioses. Les mesures de contenció a l'hora de manipular-lo en laboratoris corresponen a un nivell 2 de bioseguretat.

## Tractament
Ara per ara, no existeix cap vacuna humana vàlida que proporcioni immunitat contra el microbi. Investigadors canadencs de la Universitat McMaster crearen fa uns anys una vacuna experimental molt prometedora, encara en fase d'estudi.
La infecció per C. trachomatis es pot tractar amb qualsevol d'aquests antibiòtics: azitromicina, eritromicina o doxiciclina/tetraciclina. En els casos d'infecció urogenital, sense evidència de coinfecció per altres gèrmens, s'acostuma a emprar azitromicina 1 g en una dosi única o doxiciclina 100 mg 2 vegades al dia durant una setmana en pacients no gestants. Si existeix infecció associada per Neisseria gonorrhoeae (un fet freqüent, que pot arribar al 50% en grups de risc), cal afegir una injecció única de ceftriaxona (250 mg).
Al llarg dels darrers anys, els estudis sobre les propietats anticlamidials de diversos productes d'origen natural s'han multiplicat i els resultats preliminars d'alguns assajos clínics suggereixen que alguns d'ells podrien ser de gran utilitat contra bona part de les infeccions per Chlamydiaceae.
Un grup d'investigadors europeus ha demostrat que la iota-carragenina obtinguda de la molsa d'Irlanda redueix in vitro la infectivitat ocular de C. trachomatis i que in vivo disminueix significativament la disseminació del bacteri a través de les secrecions. Aquests resultats indiquen que dita substància pot ser un agent efectiu per acotar la transmissió de la infecció ocular per clamídia i crea una nova perspectiva pel desenvolupament de fàrmacs profilàctics que bloquegin la penetració del patogen en les cèl·lules hoste. També in vitro, s'ha comprovat que els compostos bioactius presents en l'oli essencial de Nigella sativa fan impossible la replicació de C. trachomatis serovar D.
Una altra substància que té la capacitat d'inhibir el creixement de múltiples biovars de C. trachomatis és la piocianina. Aquest pigment antibiòtic produït per P. aeruginosa actua contra els darrers estadis de desenvolupament del paràsit i el seu potencial valor terapèutic es considera de gran interés.
D'igual manera, un grup de derivats de la pirroloisoxazolidina ha demostrat experimentalment que pot funcionar amb eficàcia contra el bacteri interferint el progrés de la seva fase intracel·lular.